# Herb gminy Golub-Dobrzyń
Herb gminy Golub-Dobrzyń – jeden z symboli gminy Golub-Dobrzyń.

## Wygląd i symbolika
Herb przedstawia w polu czerwonym pas falisty srebrny, nad nim korona złota, a pod nim korona złota odwrócona w pionie.
Korona górna symbolizuje część terenów gminy, które wchodziły od 1454 r. w skład województwa chełmińskiego. Herb województwa chełmińskiego przedstawiał w polu srebrnym czarnego orła z koroną na szyi i ramieniem zbrojnym z mieczem. Korona dolna symbolizuje część gminy leżącą na południe od Drwęcy, która wchodziła w skład ziemi dobrzyńskiej. Ziemia dobrzyńska od połowy XIV wieku używała herbu przedstawiającego brodatą głowę w koronie i z rogami, z odwróconą koroną pod brodą.